# 三浦克敏
三浦 克敏（みうら かつとし、 - ）は、日本の医師、医学者。浜松医科大学名誉教授。専門は病理学。医学博士（浜松医科大学）。浜松医科大学1期性・初代同窓会長。静岡市出身。

## 略歴
1974年、静岡県立静岡高等学校卒業。1980年、浜松医科大学医学部卒業。1984年、浜松医科大学医学研究科修了。2006年、浜松医科大学附属病院病理部長から浜松医科大学看護学科基礎看護学講座教授に就任。解剖学、病理学、医療概論の授業を担当した。2021年、浜松医科大学退職。名誉教授。
1980年〜1981年、浜松医科大学同窓会初代会長を務めた。浜松医科大学非常勤講師。本多電子技術顧問。

## 研究・診療
心臓の弁に沈着するアミロイドの分析。「超音波顕微鏡」を用いた組織の観察を行い Laboratory Investigation、Scientific Reportsなどに論文を発表。光学顕微鏡に匹敵する分解能が示され、無染色で経時的観察が可能であり、組織切片に加えられた固定、糖化、蛋白分解処理の経過を追うことが可能であることがわかった。地域の企業、大学とバイオ超音波顕微鏡研究会を開催。日本病理学会、日本臨床細胞学会、アメリカ・カナダ病理学会、アジア太平洋病理学会、ヨーロッパ病理学会、実験生物学会に参加、国内外で研究成果を発表した。また、附属病院病理部や静岡市立静岡病院、豊川市民病院などで病理医として地域医療を支えた。